# Molgolaimus minutus
Molgolaimus minutus is een rondwormensoort uit de familie van de Desmodoridae. De wetenschappelijke naam van de soort is voor het eerst geldig gepubliceerd in 1978 door Jensen.